# Paratoxodera borneana
Paratoxodera borneana är en bönsyrseart som beskrevs av Max Beier 1931. Paratoxodera borneana ingår i släktet Paratoxodera och familjen Toxoderidae. Inga underarter finns listade i Catalogue of Life.